# It's My Life (Talk Talk)
It's My Life is een nummer van de Britse band Talk Talk. Het is de eerste single van hun tweede studioalbum uit 1984 met dezelfde naam. Op 13 januari van dat jaar werd het nummer wereldwijd op vinylsingle uitgebracht. Op 7 mei 1990 werd het nummer ter gelegenheid van het verzamelalbum Natural History - The Very Best Of ook op cd-single en cassette-single uitgebracht.

## Achtergrond
Toen de plaat in januari 1984 werd uitgebracht, werd in thuisland het Verenigd Koninkrijk de 13e positie in de UK Singles Chart bereikt. In Ierland werd de 23e positie bereikt, in Italië de 7e, in Canada de 30e, in Australië de 73e en in Nieuw-Zeeland de 32e positie.
In Nederland was de plaat op maandag 5 maart 1984 de 210e  AVRO's Radio en TV-Tip op Hilversum 3 en werd een radiohit in de destijds drie landelijke hitlijsten op de nationale publieke popzender. De plaat bereikte de 31e positie in de Nederlandse Top 40, de 30e positie in de Nationale Hitparade en de 34e positie in de TROS Top 50. In de Europese hitlijst op Hilversum 3, de TROS Europarade, werd géén notering behaald.
In België werd destijds géén notering behaald in zowel de Vlaamse Radio 2 Top 30 als de voorloper van de Vlaamse Ultratop 50 en de Waalse hitlijst. 
Op 7 mei 1990 werd de single opnieuw uitgebracht op cd-single en cassette-single. Dit wegens het uitbrengen van het album Natural History; The Very Best Of, toen bereikte de single in thuisland het Verenigd Koninkrijk de 13e positie in de UK Singles Chart, de 29e in de Vlaamse Radio 2 Top 30 en de 44e positie in de voorloper van de Vlaamse Ultratop 50.
In Nederland werd de plaat ook toen regelmatig gedraaid op Radio 3. Desondanks werden de destijds twee landelijke hitlijsten op de nationale publieke popzender, zowel de Nederlandse Top 40 als de Nationale Top 100, niet bereikt.
Sinds de allereerste editie in december 1999 staat het origineel van Talk Talk onafgebroken genoteerd in de jaarlijkse NPO Radio 2 Top 2000 van de Nederlandse publieke radiozender NPO Radio 2, met als hoogste notering tot nu toe een 534e positie in 2001.

## NPO Radio 2 Top 2000
| Nummer met noteringen in de NPO Radio 2 Top 2000 | '99 | '00 | '01 | '02 | '03 | '04 | '05 | '06 | '07  | '08 | '09 | '10  | '11  | '12  | '13 | '14 | '15  | '16  | '17 | '18  | '19 | '20 | '21 | '22  | '23  | '24 |
| ------------------------------------------------ | --- | --- | --- | --- | --- | --- | --- | --- | ---- | --- | --- | ---- | ---- | ---- | --- | --- | ---- | ---- | --- | ---- | --- | --- | --- | ---- | ---- | --- |
| It's My Life                                     | 549 | 590 | 534 | 697 | 680 | 556 | 895 | 907 | 1277 | 816 | 892 | 1115 | 1004 | 1057 | 959 | 936 | 1030 | 1122 | 975 | 1147 | 825 | 862 | 991 | 1078 | 1022 | 978 |

1. ↑  Een vetgedrukt getal geeft de hoogste notering aan.

## No Doubt versie
In 2003 maakte de Amerikaanse band No Doubt een cover van het nummer, die stond op het verzamelalbum The Singles 1992-2003. Omdat de band op dat moment op hiaat was (zangeres Gwen Stefani was namelijk bezig met de opnames voor haar eerste soloalbum) besloot de band een cover op te nemen, zodat ze geen nieuw nummer hoefden te schrijven. Ze twijfelden tussen Don't Change van INXS en "It's My Life" van Talk Talk, en ze besloten om van het laatstgenoemde een eigen versie op te nemen.
De versie van No Doubt deed het in veel landen beter in de hitlijsten dan het origineel van Talk Talk. In de Amerikaanse Billboard Hot 100 haalde het de 10e positie, in de Nederlandse Top 40 de 4e, in de Mega Top 50 de 6e en in de Vlaamse Ultratop 50 de 11e.